# Opius maculipes
Opius maculipes är en stekelart som beskrevs av Wesmael 1835. Opius maculipes ingår i släktet Opius och familjen bracksteklar. Arten är reproducerande i Sverige. Inga underarter finns listade i Catalogue of Life.